# John French
Sir John Denton Pinkstone French, 1. grof Ypres, feldmaršal (Ripple, 28. rujna 1852. – 22. svibnja 1925.) je bio britanski feldmaršal iz Prvog svjetskog rata.
John French rođen je 28. rujna 1852. u gradiću Ripple u pokrajini Kent. U Burskom ratu služio je kao zapovjednik konjice i istaknuo se okupacijom Kimberlya i Bloemfonteina. Godine 1912. postao je vođa carskog generalštaba, no dao je ostavku 1914. jer nije htio primjenjivati silu protiv Ulstarana. Na početku Prvog svjetskog rata postavljen je za zapovjednika britanskih snaga na zapadnoj fronti. U prvoj bici za Ypres zaustavio je Nijemce da prodru do Calaisa. U prosincu 1915. dao je otkaz zbog snažnih kritika koje su uslijedile nakon ulaska Nijemaca u Francusku. Nakon povratka u Englesku, postao je viskont French i bio je vrhovni zapovjednik u Ujedinjenom Kraljevstvu do 1918., kada je postao lord načelnik Irske. Po njegovoj ostavci 1921. nastala je nova titula čiji je on bio prvi nostitelj - grof Ypres. John French je preminuo 22. svibnja 1925.